# Heterostigma reptans
Heterostigma reptans is een zakpijpensoort uit de familie van de Pyuridae. De wetenschappelijke naam van de soort werd in 1963 voor het eerst geldig gepubliceerd door Claude en Françoise Monniot.